# Statuto Albertino

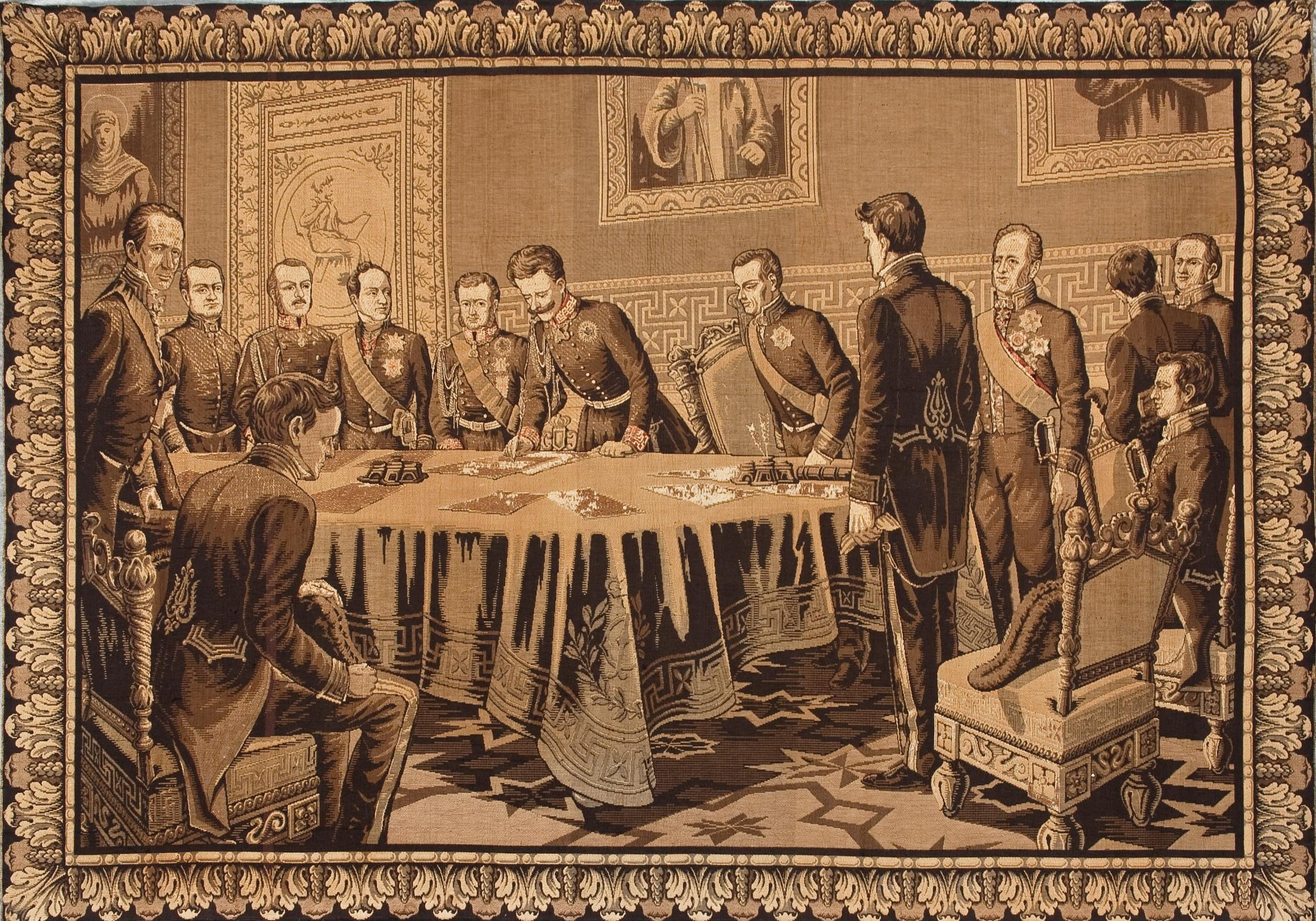
Karl Albert unterzeichnet am 4. März 1848 in Turin das Statuto Albertino.

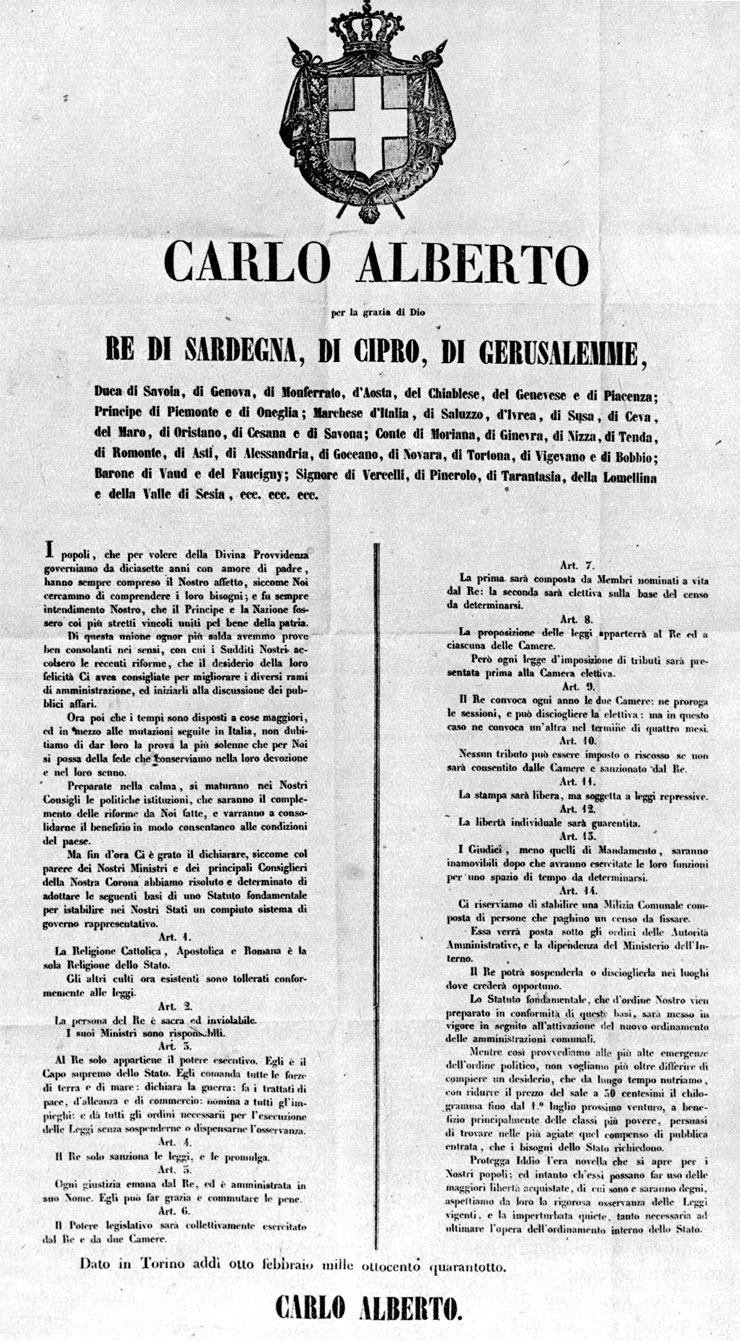
Bekanntmachung des Statuto Albertino

Das Statuto Albertino (dt. „Albertinisches Statut“; weitere seltene Bezeichnungen: Statuto del Regno und Legge fondamentale) war von 1848 bis 1861 die Verfassung des Königreichs Sardinien-Piemont und von 1861 bis 1946 die Verfassung des Königreichs Italien.

## Geschichte

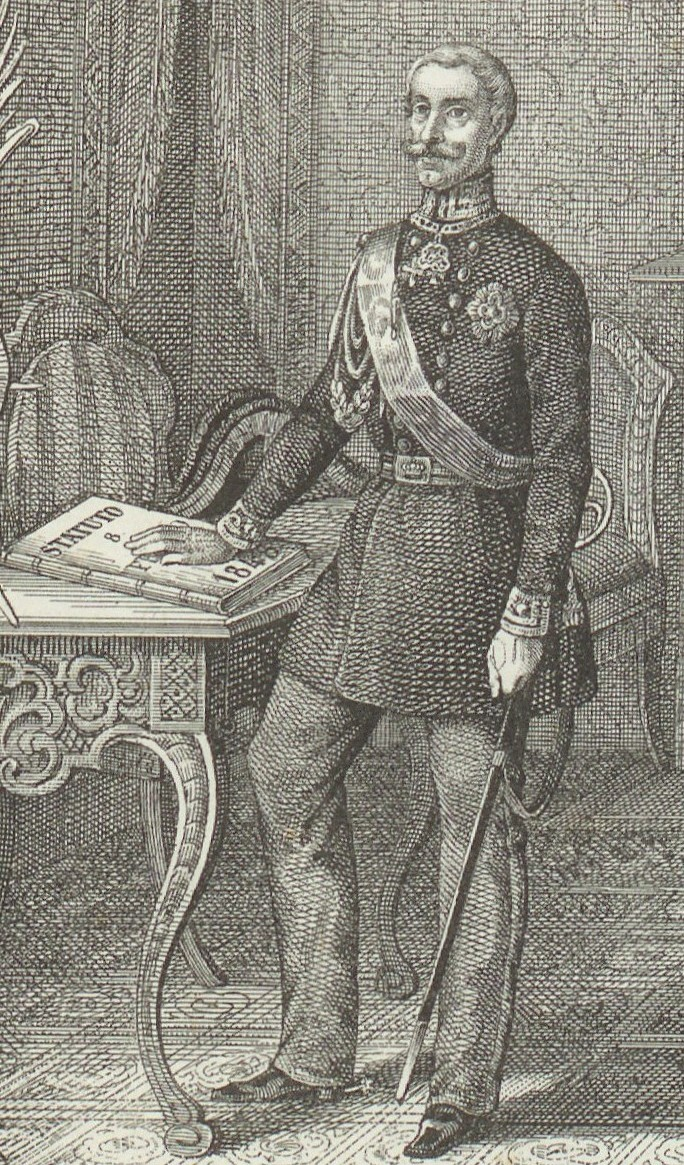
Porträt von Karl Albert von Savoyen mit seiner rechten Hand auf dem Statut, 1849

Das Statuto Albertino war eine der oktroyierten Verfassungen des Revolutionsjahres 1848. Es wurde am 4. März 1848 von König Karl Albert (daher der Name) ohne Beteiligung des Volkes oder von Volksvertretern erlassen oder auferlegt, also oktroyiert. Das Statuto Albertino war die einzige Verfassung dieses Typs, die in Italien diese Revolutionsperiode überlebte. Da die italienische Einigungsbewegung von Sardinien-Piemont angeführt wurde und aus diesem Königreich am 17. März 1861 der italienische Nationalstaat entstand, blieb das Statuto Albertino im weiteren Verlauf auch die Verfassung des Königreichs Italien. Obwohl gemäß der Verfassung die Regierung vom König und seinen Ministern gebildet wurde und letztere nur dem Monarchen verantwortlich waren, ließen die Savoyer vom Vertrauen des Parlaments abhängige Regierungen bis Mitte der 1920er Jahre zu. Diese Zeit wird gemeinhin als liberale Epoche bezeichnet. Nach der Machtübernahme der Faschisten wurde das Statuto Albertino ab 1925 schrittweise in weiten Teilen de facto ausgehöhlt oder ganz außer Kraft gesetzt. Mit der Absetzung Benito Mussolinis begann am 25. Juli 1943 eine Übergangszeit, in der das Statuto Albertino zwar formal seine Gültigkeit behielt, mangels gewählter Volksvertreter jedoch weiterhin in fundamentalen Bereichen außer Kraft blieb. König und Regierung erließen verschiedene Gesetze und Dekrete, die grundlegende staatliche Befugnisse und Funktionen vorübergehend regelten. Diese erste Übergangsphase dauerte bis zum 2. Juni 1946, als in einem Referendum über die zukünftige Staatsform abgestimmt wurde und gleichzeitig Wahlen zu einer Verfassunggebenden Versammlung stattfanden. Das Statuto Albertino wurde mit der Entscheidung für die Republik nicht förmlich abgeschafft, sondern blieb auch in der zweiten Übergangsphase bis zum 31. Dezember 1947 die Verfassung Italiens, wenn auch nur in sehr eingeschränktem Maß. Am 1. Januar 1948 trat die Verfassung der Italienischen Republik in Kraft und löste damit das Statuto Albertino definitiv ab.

## Inhalt
Das Statuto Albertino besteht aus einer Präambel und 84 Artikeln in neun Abschnitten. Die 23 Artikel des ersten Abschnitts regelten insbesondere die Vorrechte des Monarchen. Der zweite Abschnitt mit den Artikeln 24 bis 32 definierte die Grundrechte der Menschen. Die Abschnitte drei bis sechs betrafen den Senat und dessen vom König ernannte Mitglieder (Artikel 33 bis 38), die nach eingeschränktem Zensuswahlrecht gewählte Abgeordnetenkammer (Artikel 39 bis 47) und das Parlament im Allgemeinen (Artikel 48 bis 64). Es folgen die Abschnitte über die Minister (65 bis 67), das Justizwesen (68 bis 73), allgemeine Bestimmungen zu verschiedenen Bereichen, darunter Provinzen und Gemeinden (74 bis 81), und schließlich Übergangsbestimmungen (82 bis 84).

## Nationalfeiertag
Mit einem Gesetz vom 5. Mai 1861 wurde der erste Sonntag im Juni jeden Jahres zum Nationalfeiertag Italiens bestimmt. Der Feiertag hieß Festa dell’Unità d'Italia e dello Statuto del Regno: „Fest der Einheit Italiens und des Statuts des Königreiches“. Erstmals wurde er am 2. Juni 1861 begangen, letztmals am 2. Juni 1946, an dem die Verfassunggebende Versammlung gewählt wurde. Seither findet am 2. Juni  die Festa della Repubblica als Nationalfeiertag statt.